# 伊号第百八十潜水艦
| 画像をアップロード | |
| 艦歴               | |
| 計画               | 昭和14年度計画（第四次海軍軍備充実計画）                                                                               |
| 起工               | 1941年4月17日 |
| 進水               | 1942年2月7日 |
| 就役               | 1943年1月15日 |
| その後             | 1944年4月27日戦没 |
| 除籍               | 1944年7月10日 |
| 性能諸元           | |
| 排水量             | 基準：1,630トン 常備：1,833トン 水中：2,602トン                                                                        |
| 全長               | 105.50m |
| 全幅               | 8.25m |
| 吃水               | 4.60m |
| 機関               | 艦本式1号乙8型ディーゼル2基2軸 水上：8,000馬力 水中：1,800馬力                                                         |
| 速力               | 水上：23.1kt 水中：8.0kt                                                                                               |
| 航続距離           | 水上：16ktで8,000海里 水中：5ktで50海里                                                                                |
| 燃料               | 重油：354.7t |
| 乗員               | 86名 |
| 兵装               | 45口径十一年式12cm単装砲1門 25mm機銃連装1基2挺 53cm魚雷発射管 艦首6門 九五式魚雷12本 九三式水中聴音機 （九三式探信儀） |
| 備考               | 安全潜航深度：80m |

伊号第百八十潜水艦（いごうだいひゃくはちじゅうせんすいかん）は、日本海軍の潜水艦。伊百七十六型潜水艦（海大VII型）の5番艦。

## 艦歴
- 1941年（昭和16年）4月17日 - 横須賀海軍工廠で起工。
- 1942年（昭和17年）2月7日 - 進水
- 1943年（昭和18年）1月15日 - 竣工。佐世保鎮守府籍となり呉潜水戦隊に編入[2][3]。
  - 2月15日 - 第22潜水隊に編入[2]。
  - 3月15日 - 第22潜水隊が第3潜水戦隊に編入[2]。
  - 3月30日 - 呉出港[2]
  - 4月7日 - トラック着[2]
  - 4月10日 - トラックを出航し、南太平洋で活動[2]。
  - 4月29日 - 南緯31度17分 東経153度07分 / 南緯31.283度 東経153.117度のスモーキー岬（en）東南東55浬地点付近で豪貨客船ウオロンバー（Wollongbar、2,239トン）を撃沈[4]。
  - 5月5日 - 南緯30度35分 東経153度29分 / 南緯30.583度 東経153.483度のコフスハーバー近海で、ノルウェー貨物船フィンガル（Fingul、2,137トン）を撃沈[4]。
  - 5月12日 - PG50船団を攻撃し、豪客船オーミストン（Ormiston、5,832トン）、豪貨物船カラデール（Caradale、1,881トン）を撃破[4]。
  - 6月20日 - トラックを出航し、ニューカレドニア、ソロモン方面で活動[2]。
  - 7月13日 - コロンバンガラ島沖海戦で戦没した軽巡洋艦「神通」の乗員21名を救助[2]。
  - 7月21日 - ブインに到着し「神通」乗員を上陸させ、同日に出航し、22日、ラバウルに到着[2][3]。
  - 8月2日 - ラバウルを出航し、ラエ輸送に従事[2]。
  - 9月17日 - ラバウルを出航し、シオ、フインシュ輸送に従事[2]。
  - 10月2日 - ラバウルでの空襲で損傷を受け、潜航不能となる[3]。
  - 10月26日 - トラックを出航[2]。
  - 11月2日 - 佐世保に帰投し修理を実施[2][3]。
- 1944年（昭和19年）1月1日 - 佐世保を出航。8日、トラック着[2]。
  - 1月19日 - トラックを出航したが、故障により引き返し、21日、トラック着[2]。
  - 1月22日 - トラックを出航し、30日、佐世保に帰投し修理を実施[2][3]。
  - 3月16日 - 佐世保を出航し、19日、大湊入港[2]。
  - 3月20日 - 大湊を出航し、アリューシャン方面で行動[2]。
  - 4月19日 - 北緯54度22分 東経163度24分 / 北緯54.367度 東経163.400度のアラスカ南方沖で米リバティ船ジョン・シュトラウブ（John Straub、7,176トン）を雷撃により撃沈。
  - 4月27日 - 夜半にコジャック島南方で米護衛駆逐艦「ギルモア（英語版）」の攻撃を受け戦没。藤田艦長以下全員が戦死[3]。
  - 5月20日 - コジャック島方面で亡失と認定[5]。

撃沈総数3隻、撃沈トン数11,552トン。撃破総数2隻、撃破トン数7,713トン。

## 歴代艦長
※『艦長たちの軍艦史』439-440頁による。

### 艤装員長
- 日下敏夫 少佐：1942年12月1日 -

### 艦長
- 日下敏夫 少佐：1943年1月15日 -
- 藤田秀範 大尉：1943年9月1日 - 1944年4月27日戦死